# Cierre de las centrales térmicas de carbón en España
El cierre de las centrales térmicas de carbón en España es un proceso desarrollado desde inicios de los años 2010 cuya finalidad es el cierre de todas las instalaciones termoeléctricas alimentadas con carbón en España. El 1 de diciembre de 2011, existían en el país 21 infraestructuras de este tipo, 15 de las cuales permanecían el 1 de diciembre de 2018, cuya fecha límite de funcionamiento fue calculada para 2020. Tras la desconexión de siete centrales el 30 de junio de 2020 y la solicitud de cierre de otras cuatro, únicamente quedarían tres en funcionamiento. Los motivos aducidos son la pérdida de competitividad del carbón debido al descenso de precio del gas natural desde 2019 y el aumento del coste del derecho de emisiones de CO2.
El fenómeno se materializó especialmente durante 2018, cuando el gobierno del PSOE anunció que cerraría todas las térmicas que no realizaran inversiones para rebajar sus emisiones de CO2 a la atmósfera. El motivo aducido para la clausura de las plantas es que el carbón es el combustible fósil más contaminante, y la perspectiva de sustituir su uso por el de energías renovables con el fin de frenar el efecto invernadero y el calentamiento global del planeta. En España se encuentran dos de las 30 centrales térmicas más contaminantes de Europa, la central térmica de Puentes de García Rodríguez y la central térmica de Aboño, aunque solo la de Puentes de García Rodríguez se sitúa entre las 20 primeras, siendo la vigésima que más contamina.
Según algunos estudios, el cierre de las instalaciones de carbón conllevaría la inversión de 3000 M€ en las centrales a gas natural de ciclo combinado ya existentes para suplir el déficit en la producción de energía eléctrica. Además, debido a la diferencia de precio entre los combustibles, se estima que podría encarecer el precio de la misma hasta un 10 %. El enorme impacto económico y social de la medida provocó todo tipo de reacciones adversas en los colectivos afectados.
El pico de producción de electricidad con carbón en España fue en el año 2002 con casi 75 TWh. Desde el año 2000 al 2007 había una producción media de 70 TWh, en el periodo 2008-2018 paso a 41 TWh de media, pero en 2019 se produjeron poco más de 12 TWh mientras la potencia instalada no había variado prácticamente en todos estos años. En 2020 la producción pasó a solo 5 TWh, disminuyendo la potencia instalada a un 60 % del año anterior, cuando se cerraron 8 centrales de carbón.

## Instalaciones activas
El 1 de enero de 2024, existen en España cuatro centrales térmicas activas de carbón, que son las siguientes, incluyendo sus características, distribuidas por número de plantas en cada comunidad autónoma:

### Asturias(2)
| Imagen | Nombre                            | Municipio        | Provincia | Tipo         | Grupos carbón | Potencia            | Propietario    | Fecha de cierre                                |
| ------ | --------------------------------- | ---------------- | --------- | ------------ | ------------- | ------------------- | -------------- | ---------------------------------------------- |
|        | Central térmica de Aboño          | Carreño          | Asturias  | convencional | 2             | 916 MW              | EDP HC Energía | 2022 (previsión) Usará solo gases siderúrgicos |
|        | Central térmica de Soto de Ribera | Ribera de Arriba | Asturias  | mixta        | 1 (+2CC)      | 350 MW (+866 MW CC) | EDP HC Energía | 2022 (previsión) Cierre grupo 3                |

### Andalucía(1)
| Imagen | Nombre                         | Municipio   | Provincia | Tipo         | Grupos carbón | Potencia | Propietario | Fecha de cierre  |
| ------ | ------------------------------ | ----------- | --------- | ------------ | ------------- | -------- | ----------- | ---------------- |
|        | Central térmica de Los Barrios | Los Barrios | Cádiz     | convencional | 1             | 589 MW   | EDP         | 2022 (previsión) |

### Baleares(1)
| Imagen | Nombre                         | Municipio/isla     | Provincia | Tipo         | Grupos carbón          | Potencia                        | Propietario | Fecha de cierre                                      |
| ------ | ------------------------------ | ------------------ | --------- | ------------ | ---------------------- | ------------------------------- | ----------- | ---------------------------------------------------- |
|        | Central térmica de Es Murterar | Alcudia (Mallorca) | Baleares  | convencional | 2 (+2 turbinas de gas) | 260 MW (+75 MW turbinas de gas) | Endesa      | dic de 2019 grupos 1-2 2026 resto carbón (previsión) |

## Instalaciones cerradas
Las diecisiete centrales térmicas de carbón en España cerradas desde 2011, para referencia.
| Imagen | Nombre                                         | Municipio                   | Provincia   | Comunidad          | Tipo         | Grupos | Potencia | Propietario      | Fecha de cierre   |
| ------ | ---------------------------------------------- | --------------------------- | ----------- | ------------------ | ------------ | ------ | -------- | ---------------- | ----------------- |
|        | Central térmica de Puentes de García Rodríguez | Puentes de García Rodríguez | La Coruña   | Galicia            | convencional | 4      | 1468 MW  | Endesa           | diciembre de 2023 |
|        | Central térmica Litoral de Almería             | Carboneras                  | Almería     | Andalucía          | convencional | 2      | 1159 MW  | Endesa           | diciembre de 2021 |
|        | Central térmica de Anllares                    | Páramo del Sil              | León        | Castilla y León    | convencional | 1      | 365 MW   | Naturgy / Endesa | diciembre de 2018 |
|        | Central térmica de Compostilla II              | Cubillos del Sil            | León        | Castilla y León    | convencional | 3      | 1005 MW  | Endesa           | junio de 2020     |
|        | Central térmica de La Robla                    | La Robla                    | León        | Castilla y León    | convencional | 2      | 655 MW   | Naturgy          | junio de 2020     |
|        | Central térmica de Velilla                     | Velilla del Río Carrión     | Palencia    | Castilla y León    | convencional | 2      | 516 MW   | Iberdrola        | junio de 2020     |
|        | Central térmica de Escatrón                    | Escatrón                    | Zaragoza    | Aragón             | convencional | 1      | 80 MW    | E.ON             | enero de 2011     |
|        | Central térmica de Escucha                     | Escucha                     | Teruel      | Aragón             | convencional | 1      | 159 MW   | E.ON             | diciembre de 2012 |
|        | Central térmica de Andorra                     | Andorra                     | Teruel      | Aragón             | convencional | 3      | 1101 MW  | Endesa           | junio de 2020     |
|        | Central térmica de Lada                        | Langreo                     | Asturias    | Asturias           | convencional | 1      | 358 MW   | Iberdrola        | julio de 2020.    |
|        | Central térmica del Narcea                     | Tineo                       | Asturias    | Asturias           | convencional | 2      | 530 MW   | Naturgy          | junio de 2020     |
|        | Central térmica de Puertollano                 | Puertollano                 | Ciudad Real | Castilla-La Mancha | convencional | 1      | 221 MW   | E.ON             | noviembre de 2013 |
|        | Central térmica de Elcogas                     | Puertollano                 | Ciudad Real | Castilla-La Mancha | convencional | 1      | 320 MW   | Elcogas          | enero de 2016     |
|        | Central térmica de Puente Nuevo                | Espiel                      | Córdoba     | Andalucía          | convencional | 1      | 324 MW   | Viesgo           | junio de 2020     |
|        | Central térmica de Serchs                      | Serchs                      | Barcelona   | Cataluña           | convencional | 1      | 162 MW   | E.ON             | diciembre de 2011 |
|        | Central térmica de Meirama                     | Cerceda                     | La Coruña   | Galicia            | convencional | 1      | 557 MW   | Naturgy          | junio de 2020     |
|        | Central térmica de Pasajes                     | Pasajes                     | Guipúzcoa   | País Vasco         | convencional | 1      | 217 MW   | Iberdrola        | diciembre de 2012 |

## Operadores y situación

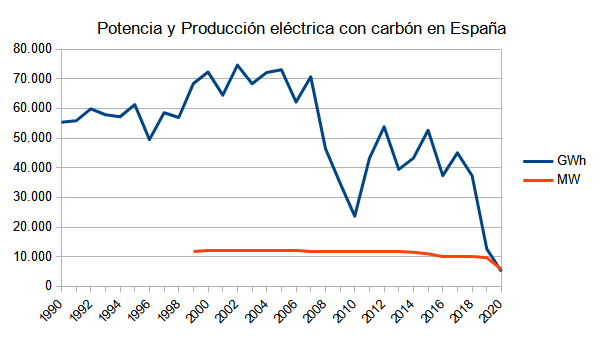
Evolución de la producción eléctrica con carbón en España en GWh (1990-2020)

Los operadores que gestionan las centrales térmicas de carbón activas en el país son tres: Endesa, EDP y Viesgo. Habiéndolas cerrado ya Iberdrola y Naturgy. Su estrategia de cara a las medidas impuestas por el gobierno español es la siguiente:

### Endesa
Endesa, desde 2009 filial de la italiana Enel, es la compañía más afectada por el nuevo modelo energético español, al disponer entre sus instalaciones de generación de cinco centrales térmicas de carbón. La empresa ha anunciado el cierre en 2020 de las térmicas de Andorra, en Teruel y Compostilla II en León. Publicado en el BOE de 9 de julio de 2020 y del 9 de julio respectivamente. En cambio, aprobó inversiones para adaptar a la normativa de desulfuración y desnitrificación las centrales de Puentes de García Rodríguez (La Coruña) y Litoral de Almería (Almería), que afirma mantendrá en funcionamiento más allá de 2020 con fecha tope de cierre 2025. Pese a esas inversiones, esta solicitado su cierre, debido a la falta de competitividad en costes. En octubre de 2023, la térmica de Puentes de García Rodríguez produjo sus últimos Megavatios eléctricos. Desconectandose definitivamente a finales de diciembre de 2023. Quedando únicamente en activo el grupo de ciclo combinado.
La última instalación termoeléctrica que posee Endesa es la central térmica de Es Murterar, en Mallorca, que tenía cuatro grupos de hulla, en diciembre de 2019 se cerraron los grupos 1 y 2 de carbón y está previsto cerrar el resto antes de 2025, cuando entre en funcionamiento el segundo enlace con la península. Mientras tanto funcionarán con limitación de 1500 horas anuales hasta agosto de 2021, y 500 hora anuales a partir de entonces.

### EDP
Energías de Portugal (EDP), a través de su filial española EDP HC Energía (antigua Hidrocantábrico) es la empresa que más dinero ha invertido en adaptar sus dos centrales térmicas de carbón (Aboño y Soto de Ribera, ambas en Asturias) a adaptar sus emisiones a la normativa, instalando sendas plantas de desnitrificación en ambas centrales, con una inversión de 90 M€. Las dos centrales de EDP en Asturias están entre las que se considera que continuarán en activo más allá de 2021. No obstante, y debido al alto precio de las emisiones de CO2, en julio de 2020 la empresa anunció que solicitaría el cierre del grupo 3 de Soto de Ribera, al tiempo que adaptaría Aboño 1 para la quema de gases siderúrgicos y mantendría Aboño 2 operativa para atender cualquier eventualidad. En 2020 EDP compra la central de Los Barrios, que tenía autorizado el cierre, pero permanece abierta. A principio de 2024 tras el cierre de As Pontes, EDP tiene la propiedad de la mayoría de la potencia instalada en centrales de carbón.

### Viesgo
Viesgo, que recuperó en 2015 su denominación tras haber sido filial de E.ON desde 2008, contaba entre sus activos con dos centrales de carbón, la de Los Barrios en Cádiz y la de Puente Nuevo en Córdoba. Mientras la compañía ha anunciado una inversión de 80 M€ en la planta de Los Barrios para prolongar su funcionamiento hasta 2025, no se ha pronunciado sobre la de Puente Nuevo, que debería cerrar en 2020 si no se realizan inversiones para instalar plantas de desulfuración y desnitrificación.
Mientras era propiedad de E.ON de 2011 a 2013 se cerraron las centrales de Escatrón, Serchs, Escucha y Puertollano.
La central de Puente Nuevo cerro en junio de 2020, publicado en el BOE de 13 de agosto.
La central de Los Barrios pese a las inversiones realizadas en plantas de desulfuración y desnitrificación, estando en proceso de cierre, debido a la falta de competitividad en costes, se vendió a EDP. No teniendo por tanto ninguna central térmica de carbón operativa.

### Iberdrola
Iberdrola comenzó en 2001 su política de cierre de centrales de carbón y fueloil, siendo la última en 2012 la térmica de Pasajes. En noviembre de 2017 anunció el cierre de las dos únicas instalaciones de este tipo de que disponía, la de Velilla en Palencia y la de Lada en Asturias. Según la multinacional, ambas instalaciones funcionarían hasta el año 2020, en que comenzaría su desmantelamiento. Estas dos plantas suman una potencia de 874 MW y un total de 170 empleos directos. Ambas ya cerradas y publicado en el BOE de 2 de julio de 2020 y del 13 de agosto respectivamente. No teniendo ya ninguna central térmica de carbón operativa.

### Naturgy
Naturgy, antigua Gas Natural Fenosa, es propietaria de las centrales de Narcea (Asturias), Meirama (La Coruña) y Anllares y La Robla (León). La eléctrica barcelonesa se anticipó al límite de 2020 y recibió en noviembre de 2018 los permisos pertinentes para cerrar la central de Anllares, que fue desconectada de la red eléctrica el 2 de diciembre siguiente. Publicado en el BOE del 7 de diciembre de 2018.
Con respecto a las tres plantas que seguían activas, Naturgy únicamente manifestó que no invertiría en ninguna térmica que no cumpliera con sus criterios de rentabilidad. No obstante, desde el gobierno español se señaló que se asumía que la empresa cerraría la central de Meirama antes de 2020.
El 29 de diciembre de 2018, Naturgy solicitó el cierre de la central de La Robla.
En junio de 2020 se cerraron las 3 centrales restantes Meirama, La Robla y Narcea publicado en el BOE del 13 de agosto de 2020, 30 de octubre de 2020 y 28 de diciembre de 2020 respectivamente. No teniendo ya ninguna central térmica de carbón operativa.

## Producción
Potencia instalada y producción eléctrica con carbón (1990-2022)
Datos nacionales desde 2006, anteriores solo península
| Porcentaje de cobertura de la generación de electricidad por carbón en España |
|                                                                               |
| Fuente: Red Eléctrica de España                                               |